# Fjodor Oesjakovkathedraal
De Kathedraal van de heilige Fjodor Oesjakov (Russisch: Собор Святого Феодора Ушакова) is een kathedraal in de Russische stad Saransk en de hoofdkerk van het Russisch-orthodoxe bisdom Saransk en Mordovië. De kathedraal werd geopend in 2006 en gewijd aan de in 2001 heilig verklaarde admiraal Fjodor Oesjakov.

## Locatie
De kerk is gelegen aan de Sovjetskaja Oelitsa 53 in Saransk.

## Geschiedenis
Nadat de Heilige Synode van de Russisch-orthodoxe Kerk onafhankelijk werd van het bisdom Penza bleek de bouw van een grote kerk noodzakelijk. Voor de vergadering van de synode bleek de bestaande Kerk van de heilige Johannes namelijk te klein. Daarom wendde de Kerk zich tot de autoriteiten van Mordovië om toestemming te verkrijgen voor de bouw van een grote kathedraal. Na de heiligverklaring van admiraal Fjodor Oesjakov door de Russisch-orthodoxe Kerk werd besloten de kerk te wijden aan deze nieuwe heilige. Op 8 mei 2002 werd de eerste steen gelegd. De bouw van de kathedraal werd in 2006 voltooid. Op 6 augustus van dat jaar vond de wijding van de kathedraal plaats door patriarch Aleksi II.

## Architectuur
De kathedraal kenmerkt zich door de eclectische stijl en heeft een hoge, rijk uitgevoerde neo-Byzantijnse koepel. De kerk biedt plaats aan 3.000 gelovigen. Inclusief het kruis is de hoofdkoepel 62 meter hoog. Rond de hoofdkoepel zijn vier kleinere koepels op de hoeken waaronder in totaal 12 klokken hangen, waarvan de zwaarste klok 6.000 kilo weegt. In de kerk bevindt zich een iconostase van verguld hout. Het belangrijkste altaar werd gewijd aan Fjodor Oesjakov, de overige twee altaren werden gewijd aan de heilige Serafim van Sarov en de Martelaren van Mordovië. Vanaf de centrale koepel kunnen bezoekers op een hoogte van 40 meter genieten van het uitzicht over de stad.
In het cellarium van de kerk bevinden zich een doopkapel, klaslokalen voor de zondagsschool, een refectorium, kantoren voor de rector, de sacristie, een ruimte voor de priesters, een auditorium, een bibliotheek en andere faciliteiten.

## Overig
In de onmiddellijke nabijheid van de kathedraal zijn grote monumenten ter ere van Fjodor Oesjakov en patriarch Nikon opgericht. Ten zuidoosten van de kerk staat de Alexander Nevskikapel.